# オリンピックのスピードスケート競技・メダリスト一覧
オリンピックのスピードスケート競技メダリスト一覧 (オリンピックのスピードスケートきょうぎメダリストいちらん)は、1924年から2022年までのオリンピックスピードスケート競技におけるメダリストの一覧である。

## 男子

### 500 m
| 大会名                              | 金                                                | 銀                                                | 銅                                          |
| ----------------------------------- | ------------------------------------------------- | ------------------------------------------------- | ------------------------------------------- |
| 1924 シャモニー・モンブラン         | チャールズ・ジュートロー アメリカ合衆国 (USA)     | オスカー・オルセン ノルウェー (NOR)               | ロアルト・ラルセン ノルウェー (NOR)         |
| 1924 シャモニー・モンブラン         | チャールズ・ジュートロー アメリカ合衆国 (USA)     | オスカー・オルセン ノルウェー (NOR)               | クラス・ツンベルグ フィンランド (FIN)       |
| 1928 サンモリッツ                   | ベルント・エベンセン ノルウェー (NOR)             | 該当者無し                                        | ヤーコ・フリマン フィンランド (FIN)         |
| 1928 サンモリッツ                   | ベルント・エベンセン ノルウェー (NOR)             | 該当者無し                                        | ロアルト・ラルセン ノルウェー (NOR)         |
| 1928 サンモリッツ                   | クラス・ツンベルグ フィンランド (FIN)             | 該当者無し                                        |                                             |
| 1928 サンモリッツ                   | ジョン・オニール・ファレル アメリカ合衆国 (USA)   | 該当者無し                                        |                                             |
| 1932 レークプラシッド               | ジョン・シェイ アメリカ合衆国 (USA)               | ベルント・エベンセン ノルウェー (NOR)             | アレクサンダー・ハード カナダ (CAN)         |
| 1936 ガルミッシュ・パルテンキルヘン | イバール・バラングルート ノルウェー (NOR)         | イェオル・クローグ ノルウェー (NOR)               | レオ・フライジンガー アメリカ合衆国 (USA)   |
| 1948 サンモリッツ                   | フィン・ヘルイェッセン ノルウェー (NOR)           | ケネス・バーソロミュー アメリカ合衆国 (USA)       | 該当者無し                                  |
| 1948 サンモリッツ                   | フィン・ヘルイェッセン ノルウェー (NOR)           | トマス・ビーベル ノルウェー (NOR)                 | 該当者無し                                  |
| 1948 サンモリッツ                   | フィン・ヘルイェッセン ノルウェー (NOR)           | ロバート・フィッツジェラルド アメリカ合衆国 (USA) | 該当者無し                                  |
| 1952 オスロ                         | ケネス・ヘンリー アメリカ合衆国 (USA)             | ドナルド・マクダーモット アメリカ合衆国 (USA)     | ゴードン・オードリー カナダ (CAN)           |
| 1952 オスロ                         | ケネス・ヘンリー アメリカ合衆国 (USA)             | ドナルド・マクダーモット アメリカ合衆国 (USA)     | アルネ・ヨハンセン ノルウェー (NOR)         |
| 1956 コルチナ・ダンペッツオ         | エフゲニー・グリシン ソビエト連邦 (URS)           | ラファエル・グラッチ ソビエト連邦 (URS)           | アルフ・イェストバン ノルウェー (NOR)       |
| 1960 スコーバレー                   | エフゲニー・グリシン ソビエト連邦 (URS)           | ウィリアム・ディズニー アメリカ合衆国 (USA)       | ラファエル・グラッチ ソビエト連邦 (URS)     |
| 1964 インスブルック                 | リチャード･マクダーモット アメリカ合衆国 (USA)    | アルフ・イェストバン ノルウェー (NOR)             | 該当者無し                                  |
| 1964 インスブルック                 | リチャード･マクダーモット アメリカ合衆国 (USA)    | エフゲニー・グリシン ソビエト連邦 (URS)           | 該当者無し                                  |
| 1964 インスブルック                 | リチャード･マクダーモット アメリカ合衆国 (USA)    | ウラジーミル･オルロフ ソビエト連邦 (URS)          | 該当者無し                                  |
| 1968 グルノーブル                   | エアハルト・ケラー 西ドイツ (FRG)                 | リチャード・マクダーモット アメリカ合衆国 (USA)   | 該当者無し                                  |
| 1968 グルノーブル                   | エアハルト・ケラー 西ドイツ (FRG)                 | マグネ・トーマッセン ノルウェー (NOR)             | 該当者無し                                  |
| 1972 札幌                           | エアハルト・ケラー 西ドイツ (FRG)                 | ハッセ・ベルエス スウェーデン (SWE)               | ワレリー・ムラトフ ソビエト連邦 (URS)       |
| 1976 インスブルック                 | エフゲニー・クリコフ ソビエト連邦 (URS)           | ワレリー・ムラトフ ソビエト連邦 (URS)             | ダン・インマーフォール アメリカ合衆国 (USA) |
| 1980 レークプラシッド               | エリック・ハイデン アメリカ合衆国 (USA)           | エフゲニー・クリコフ ソビエト連邦 (URS)           | ダン・インマーフォール オランダ (NED)       |
| 1984 サラエボ                       | セルゲイ・フォキチェフ ソビエト連邦 (URS)         | 北沢欣浩 日本 (JPN)                               | ゲータン・ブシェ カナダ (CAN)               |
| 1988 カルガリー                     | ウーベ＝イェンス・マイ 東ドイツ (GDR)             | ヤン・イケマ オランダ (NED)                       | 黒岩彰 日本 (JPN)                           |
| 1992 アルベールビル                 | ウーベ＝イェンス・マイ ドイツ (GER)               | 黒岩敏幸 日本 (JPN)                               | 井上純一 日本 (JPN)                         |
| 1994 リレハンメル                   | アレクサンドル・ゴルベフ ロシア (RUS)             | セルゲイ・クレフシェニア ロシア (RUS)             | 堀井学 日本 (JPN)                           |
| 1998 長野                           | 清水宏保 日本 (JPN)                               | ジェレミー・ウォザースプーン カナダ (CAN)         | ケビン・オーバーランド カナダ (CAN)         |
| 2002 ソルトレークシティ             | ケーシー・フィッツランドルフ アメリカ合衆国 (USA) | 清水宏保 日本 (JPN)                               | キップ・カーペンター アメリカ合衆国 (USA)   |
| 2006 トリノ                         | ジョーイ・チーク アメリカ合衆国 (USA)             | ドミトリー・ドロフェエフ ロシア (RUS)             | 李康奭 韓国 (KOR)                           |
| 2010 バンクーバー                   | 牟太釩 韓国 (KOR)                                 | 長島圭一郎 日本 (JPN)                             | 加藤条治 日本 (JPN)                         |
| 2014 ソチ                           | ミシェル・ムルダー オランダ (NED)                 | ヤン・スメーケンス オランダ (NED)                 | ロナルド・ムルダー オランダ (NED)           |
| 2018 平昌                           | ホーバル・ロレンセン ノルウェー (NOR)             | 車旼奎 韓国 (KOR)                                 | 高亭宇 中国 (CHN)                           |
| 2022 北京                           | 高亭宇 中国 (CHN)                                 | 車旼奎 韓国 (KOR)                                 | 森重航 日本 (JPN)                           |

### 1000 m
| 大会名                  | 金                                        | 銀                                        | 銅                                                      |
| ----------------------- | ----------------------------------------- | ----------------------------------------- | ------------------------------------------------------- |
| 1976 インスブルック     | ピーター・ミューラー アメリカ合衆国 (USA) | ヨルン・ディドリクセン ノルウェー (NOR)   | ワレリー・ムラトフ ソビエト連邦 (URS)                   |
| 1980 レークプラシッド   | エリック・ハイデン アメリカ合衆国 (USA)   | ゲータン・ブシェ カナダ (CAN)             | ウラジーミル・ロバノフ ソビエト連邦 (URS)               |
| 1980 レークプラシッド   | エリック・ハイデン アメリカ合衆国 (USA)   | ゲータン・ブシェ カナダ (CAN)             | フローデ・ローニング ノルウェー (NOR)                   |
| 1984 サラエボ           | ゲータン・ブシェ カナダ (CAN)             | セルゲイ・フレブニコフ ソビエト連邦 (URS) | カイ・アルネ・エンゲルスタート ノルウェー (NOR)         |
| 1988 カルガリー         | ニコライ・グリャエフ ソビエト連邦 (URS)   | ウーベ＝イェンス・マイ 東ドイツ (GDR)     | イーゴリ・ゼレゾフスキー ソビエト連邦 (URS)             |
| 1992 アルベールビル     | オラフ・ツィンケ ドイツ (GER)             | 金潤万 韓国 (KOR)                         | 宮部行範 日本 (JPN)                                     |
| 1994 リレハンメル       | ダン・ジャンセン アメリカ合衆国 (USA)     | イーゴリ・ゼレゾフスキー ベラルーシ (BLR) | セルゲイ・クレフシェニア ロシア (RUS)                   |
| 1998 長野               | イツ・ポストマ オランダ (NED)             | ヤン・ボス オランダ (NED)                 | 清水宏保 日本 (JPN)                                     |
| 2002 ソルトレークシティ | ヘラルト・ファン・フェルデ オランダ (NED) | ヤン・ボス オランダ (NED)                 | ジョーイ・チーク アメリカ合衆国 (USA)                   |
| 2006 トリノ             | シャーニー・デービス アメリカ合衆国 (USA) | ジョーイ・チーク アメリカ合衆国 (USA)     | エルベン・ベンネマルス オランダ (NED)                   |
| 2010 バンクーバー       | シャーニー・デービス アメリカ合衆国 (USA) | 牟太釩 韓国 (KOR)                         | チャド・ヘドリック アメリカ合衆国 (USA)                 |
| 2014 ソチ               | ステファン・フロータイシュ オランダ (NED) | デニー・モリソン カナダ (CAN)             | ミシェル・ムルダー オランダ (NED)                       |
| 2018 平昌               | キエルド・ナウシュ オランダ (NED)         | ホーバル・ロレンセン ノルウェー (NOR)     | 金太潤 韓国 (KOR)                                       |
| 2022 北京               | トマス・クロル オランダ (NED)             | ローラン・デュブルイユ カナダ (CAN)       | ホーバル・ホルメフィヨルド・ロレンセン ノルウェー (NOR) |

### 1500 m
| 大会名                              | 金                                          | 銀                                              | 銅                                        |
| ----------------------------------- | ------------------------------------------- | ----------------------------------------------- | ----------------------------------------- |
| 1924 シャモニー・モンブラン         | クラス・ツンベルグ フィンランド (FIN)       | ロアルト・ラルセン ノルウェー (NOR)             | シグルト・モーエン ノルウェー (NOR)       |
| 1928 サンモリッツ                   | クラス・ツンベルグ フィンランド (FIN)       | ベルント・エベンセン ノルウェー (NOR)           | イバール・バラングルート ノルウェー (NOR) |
| 1932 レークプラシッド               | ジョン・シェイ アメリカ合衆国 (USA)         | アレクサンダー・ハード カナダ (CAN)             | ウィリアム・ローガン カナダ (CAN)         |
| 1936 ガルミッシュ・パルテンキルヘン | チャールズ・マティーセン ノルウェー (NOR)   | イバール・バラングルード ノルウェー (NOR)       | ビルゲル・ワセニウス フィンランド (FIN)   |
| 1948 サンモリッツ                   | スベレ・ファルスタット ノルウェー (NOR)     | アケ・セイファルト スウェーデン (SWE)           | オド・ルンドベル ノルウェー (NOR)         |
| 1952 オスロ                         | ヤルマール・アンデルセン ノルウェー (NOR)   | ビレム・ファン・デル・フォールト オランダ (NED) | ロアルト・オース ノルウェー (NOR)         |
| 1956 コルチナ・ダンペッツオ         | エフゲニー・グリシン ソビエト連邦 (URS)     | 該当者無し                                      | トイボ・サローネン フィンランド (FIN)     |
| 1956 コルチナ・ダンペッツオ         | ユーリー・ミハイロフ ソビエト連邦 (URS)     | 該当者無し                                      | トイボ・サローネン フィンランド (FIN)     |
| 1960 スコーバレー                   | ロアルト・オース ノルウェー (NOR)           | 該当者無し                                      | ボリス・ステニン ソビエト連邦 (URS)       |
| 1960 スコーバレー                   | エフゲニー・グリシン ソビエト連邦 (URS)     | 該当者無し                                      | ボリス・ステニン ソビエト連邦 (URS)       |
| 1964 インスブルック                 | アンツ・アントソン ソビエト連邦 (URS)       | ケース・フェルケルク オランダ (NED)             | ビリー・ハウイェン ノルウェー (NOR)       |
| 1968 グルノーブル                   | ケース・フェルケルク オランダ (NED)         | イバール・エリクセン ノルウェー (NOR)           | 該当者無し                                |
| 1968 グルノーブル                   | ケース・フェルケルク オランダ (NED)         | アルト・シェンク オランダ (NED)                 | 該当者無し                                |
| 1972 札幌                           | アルト・シェンク オランダ (NED)             | ロアル・グレンボル ノルウェー (NOR)             | イェラン・クレッソン スウェーデン (SWE)   |
| 1976 インスブルック                 | ヤン・エイル・ストルホルト ノルウェー (NOR) | ユーリー・コンダコフ ソビエト連邦 (URS)         | ハンス・ファン・ヘルデン オランダ (NED)   |
| 1980 レークプラシッド               | エリック・ハイデン アメリカ合衆国 (USA)     | カイ・シュテンシェメ ノルウェー (NOR)           | テリエ・アンデルセン ノルウェー (NOR)     |
| 1984 サラエボ                       | ゲータン・ブシェ カナダ (CAN)               | セルゲイ・フレブニコフ ソビエト連邦 (URS)       | オレグ・ボギエフ ソビエト連邦 (URS)       |
| 1988 カルガリー                     | アンドレ・ホフマン 東ドイツ (GDR)           | エリク・フレイム アメリカ合衆国 (USA)           | ミヒャエル・ハチエフ オーストリア (AUT)   |
| 1992 アルベールビル                 | ヨハン・オラフ・コス ノルウェー (NOR)       | オドネ・センデロール ノルウェー (NOR)           | レオ・フィセル オランダ (NED)             |
| 1994 リレハンメル                   | ヨハン・オラフ・コス ノルウェー (NOR)       | リンチェ・リツマ オランダ (NED)                 | ファルコ・ザンストラ オランダ (NED)       |
| 1998 長野                           | オドネ・センデロール ノルウェー (NOR)       | イツ・ポストマ オランダ (NED)                   | リンチェ・リツマ オランダ (NED)           |
| 2002 ソルトレークシティ             | デレック・パーラ アメリカ合衆国 (USA)       | ヨヘム・アイトデハーゲ オランダ (NED)           | オドネ・センデロール ノルウェー (NOR)     |
| 2006 トリノ                         | エンリコ・ファブリス イタリア (ITA)         | シャーニー・デービス アメリカ合衆国 (USA)       | チャド・ヘドリック アメリカ合衆国 (USA)   |
| 2010 バンクーバー                   | マルク・タイテルト オランダ (NED)           | シャーニー・デービス アメリカ合衆国 (USA)       | ホーバルト・ベッコ ノルウェー (NOR)       |
| 2014 ソチ                           | ズビグニエフ・ブルトカ ポーランド (POL)     | コーエン・フェルバイ オランダ (NED)             | デニー・モリソン カナダ (CAN)             |
| 2018 平昌                           | キエルド・ナウシュ オランダ (NED)           | パトリック・ルスト オランダ (NED)               | 金敏錫 韓国 (KOR)                         |
| 2022 北京                           | キエルド・ナウシュ オランダ (NED)           | トマス・クロル オランダ (NED)                   | 金敏錫 韓国 (KOR)                         |

### 5000 m
| 大会名                              | 金                                              | 銀                                          | 銅                                            |
| ----------------------------------- | ----------------------------------------------- | ------------------------------------------- | --------------------------------------------- |
| 1924 シャモニー・モンブラン         | クラス・ツンベルグ フィンランド (FIN)           | ユリウス・スクートナブ フィンランド (FIN)   | ロアルト・ラルセン ノルウェー (NOR)           |
| 1928 サンモリッツ                   | イバール・バラングルート ノルウェー (NOR)       | ユリウス・スクートナブ フィンランド (FIN)   | ベルント・エベンセン ノルウェー (NOR)         |
| 1932 レークプラシッド               | アービング・ジャフィー アメリカ合衆国 (USA)     | エドワード・マーフィー アメリカ合衆国 (USA) | ウィリアム・ローガン カナダ (CAN)             |
| 1936 ガルミッシュ・パルテンキルヘン | イバール・バラングルート ノルウェー (NOR)       | ビルゲル・ワセニウス フィンランド (FIN)     | アンテロ・オヤラ フィンランド (FIN)           |
| 1948 サンモリッツ                   | レイダル・リアクレフ ノルウェー (NOR)           | オド・ルンドベル ノルウェー (NOR)           | ゲーテ・ヘドルント スウェーデン (SWE)         |
| 1952 オスロ                         | ヤルマール・アンデルセン ノルウェー (NOR)       | ケース・ブルークマン オランダ (NED)         | スベレ・ハウグリ ノルウェー (NOR)             |
| 1956 コルチナ・ダンペッツオ         | ボリス・シルコフ ソビエト連邦 (URS)             | シグバルト・エリクソン スウェーデン (SWE)   | オレグ・ゴンチャレンコ ソビエト連邦 (URS)     |
| 1960 スコーバレー                   | ビクトル・コシチキン ソビエト連邦 (URS)         | クヌート・ヨハネッセン ノルウェー (NOR)     | ヤン・ペスマン オランダ (NED)                 |
| 1964 インスブルック                 | クヌート・ヨハネッセン ノルウェー (NOR)         | ペル・イバール・モエ ノルウェー (NOR)       | フレッド・アントン・マイエル ノルウェー (NOR) |
| 1968 グルノーブル                   | フレッド・アントン・マイエル ノルウェー (NOR)   | ケース・フェルケルク オランダ (NED)         | ペトルス・ノテット オランダ (NED)             |
| 1972 札幌                           | アルト・シェンク オランダ (NED)                 | ロアル・グレンボル ノルウェー (NOR)         | ステン・ステンセン ノルウェー (NOR)           |
| 1976 インスブルック                 | ステン・ステンセン ノルウェー (NOR)             | ピエト・クライネ オランダ (NED)             | ハンス・ファン・ヘルデン オランダ (NED)       |
| 1980 レークプラシッド               | エリック・ハイデン アメリカ合衆国 (USA)         | カイ・シュテンシェメ ノルウェー (NOR)       | トム・オクスホルム ノルウェー (NOR)           |
| 1984 サラエボ                       | トマス・グスタフソン スウェーデン (SWE)         | イーゴリ・マルコフ ソビエト連邦 (URS)       | レネ・シェーフィッシュ 東ドイツ (GDR)         |
| 1988 カルガリー                     | トマス・グスタフソン スウェーデン (SWE)         | レオ・フィセル オランダ (NED)               | ヘラルト・ケムケルス オランダ (NED)           |
| 1992 アルベールビル                 | ゲイル・カールスタート ノルウェー (NOR)         | ファルコ・ザンストラ オランダ (NED)         | レオ・フィセル オランダ (NED)                 |
| 1994 リレハンメル                   | ヨハン・オラフ・コス ノルウェー (NOR)           | ヒェル・ストーレリ ノルウェー (NOR)         | リンチェ・リツマ オランダ (NED)               |
| 1998 長野                           | ジャンニ・ロメ オランダ (NED)                   | リンチェ・リツマ オランダ (NED)             | バート・フェルトカンプ ベルギー (BEL)         |
| 2002 ソルトレークシティ             | ヨヘム・アイトデハーゲ オランダ (NED)           | デレック・パーラ アメリカ合衆国 (USA)       | イェンス・ボーデン ドイツ (GER)               |
| 2006 トリノ                         | チャド・ヘドリック アメリカ合衆国 (USA)         | スベン・クラマー オランダ (NED)             | エンリコ・ファブリス イタリア (ITA)           |
| 2010 バンクーバー                   | スベン・クラマー オランダ (NED)                 | 李承勲 韓国 (KOR)                           | イワン・スコブレフ ロシア (RUS)               |
| 2014 ソチ                           | スベン・クラマー オランダ (NED)                 | ヤン・フロクハイゼン オランダ (NED)         | ヨリト・ベルフスマ オランダ (NED)             |
| 2018 平昌                           | スベン・クラマー オランダ (NED)                 | テッドヤン・ブルーメン カナダ (CAN)         | スベレルンデ・ペデシェン ノルウェー (NOR)     |
| 2022 北京                           | ニルス・ファン・デル・プール スウェーデン (SWE) | パトリック・ルスト オランダ (NED)           | ハルゲイル・エンゲブローテン ノルウェー (NOR) |

### 10000 m
| 大会名                              | 金                                              | 銀                                            | 銅                                              |
| ----------------------------------- | ----------------------------------------------- | --------------------------------------------- | ----------------------------------------------- |
| 1924 シャモニー・モンブラン         | ユリウス・スクートナブ フィンランド (FIN)       | クラス・ツンベルグ フィンランド (FIN)         | ロアルト･ラルセン ノルウェー (NOR)              |
| 1928 サンモリッツ                   | 中止                                            | 中止                                          | 中止                                            |
| 1932 レークプラシッド               | アービング・ジャフィー アメリカ合衆国 (USA)     | イバール・バラングルート ノルウェー (NOR)     | フランク・スタック カナダ (CAN)                 |
| 1936 ガルミッシュ・パルテンキルヘン | イバール・バラングルート ノルウェー (NOR)       | ビルゲル・ワセニウス フィンランド (FIN)       | マックス･シュティープル オーストリア (AUT)      |
| 1948 サンモリッツ                   | アケ・セイファルト スウェーデン (SWE)           | ラウリ・パルキネン フィンランド (FIN)         | ペンティ・ラミオ フィンランド (FIN)             |
| 1952 オスロ                         | ヤルマール･アンデルセン ノルウェー (NOR)        | ケース・ブルークマン オランダ (NED)           | カール＝エリク・アスプルント スウェーデン (SWE) |
| 1956 コルチナ・ダンペッツオ         | シグバルト・エリクソン スウェーデン (SWE)       | クヌート・ヨハネッセン ノルウェー (NOR)       | オレグ・ゴンチャレンコ ソビエト連邦 (URS)       |
| 1960 スコーバレー                   | クヌート･ヨハネッセン ノルウェー (NOR)          | ビクトル・コシチキン ソビエト連邦 (URS)       | ヒェル・ベックマン スウェーデン (SWE)           |
| 1964 インスブルック                 | ヨニー・ニルソン スウェーデン (SWE)             | フレッド・アントン・マイエル ノルウェー (NOR) | クヌート・ヨハネッセン ノルウェー (NOR)         |
| 1968 グルノーブル                   | ヨニー・ヘーグリン スウェーデン (SWE)           | フレッド・アントン・マイエル ノルウェー (NOR) | エーリャン・サンドラー スウェーデン (SWE)       |
| 1972 札幌                           | アルト・シェンク オランダ (NED)                 | ケース・フェルケルク オランダ (NED)           | ステン･ステンセン ノルウェー (NOR)              |
| 1976 インスブルック                 | ピエト・クライネ オランダ (NED)                 | ステン･ステンセン ノルウェー (NOR)            | ハンス・ファン・ヘルテン オランダ (NED)         |
| 1980 レークプラシッド               | エリック・ハイデン アメリカ合衆国 (USA)         | ピエト・クライネ オランダ (NED)               | トム･オクスホルム ノルウェー (NOR)              |
| 1984 サラエボ                       | イーゴリ･マルコフ ソビエト連邦 (URS)            | トマス・グスタフソン スウェーデン (SWE)       | レネ・シェーフィッシュ 東ドイツ (GDR)           |
| 1988 カルガリー                     | トマス・グスタフソン スウェーデン (SWE)         | ミヒャエル・ハチコフ オーストリア (AUT)       | レオ・フィセル オランダ (NED)                   |
| 1992 アルベールビル                 | バート・フェルトカンプ オランダ (NED)           | ヨハン・オラフ・コス ノルウェー (NOR)         | ゲイル・カールスタート ノルウェー (NOR)         |
| 1994 リレハンメル                   | ヨハン・オラフ・コス ノルウェー (NOR)           | ヒェル・ストーレリ ノルウェー (NOR)           | バート・フェルトカンプ オランダ (NED)           |
| 1998 長野                           | ジャンニ・ロメ オランダ (NED)                   | ボブ・デ・ヨング オランダ (NED)               | リンチェ・リツマ オランダ (NED)                 |
| 2002 ソルトレークシティ             | ヨヘム・アイトデハーゲ オランダ (NED)           | ジャンニ・ロメ オランダ (NED)                 | ラッセ・サトレ ノルウェー (NOR)                 |
| 2006 トリノ                         | ボブ・デ・ヨング オランダ (NED)                 | チャド・ヘドリック アメリカ合衆国 (USA)       | カール・フェルハイエン オランダ (NED)           |
| 2010 バンクーバー                   | 李承勲 韓国 (KOR)                               | イワン・スコブレフ ロシア (RUS)               | ボブ・デヨング オランダ (NED)                   |
| 2014 ソチ                           | ヨリト・ベルフスマ オランダ (NED)               | スベン・クラマー オランダ (NED)               | ボブ・デヨング オランダ (NED)                   |
| 2018 平昌                           | テッドヤン・ブルーメン カナダ (CAN)             | ヨリト・ベルフスマ オランダ (NED)             | ニコラ・トゥモレロ イタリア (ITA)               |
| 2022 北京                           | ニルス・ファン・デル・プール スウェーデン (SWE) | パトリック・ルスト オランダ (NED)             | ダビデ・ギオット イタリア (ITA)                 |

### マススタート
| 大会名    | 金                                  | 銀                                  | 銅                                    |
| --------- | ----------------------------------- | ----------------------------------- | ------------------------------------- |
| 2018 平昌 | 李承勲 韓国 (KOR)                   | バート・スウィングス ベルギー (BEL) | コーエン・フェルヴァイ オランダ (NED) |
| 2022 北京 | バート・スウィングス ベルギー (BEL) | 鄭在源 韓国 (KOR)                   | 李承勲 韓国 (KOR)                     |

### チームパシュート
| 大会名            | 金 | 銀 | 銅 |
| ----------------- | --- | --- | --- |
| 2006 トリノ       | イタリア (ITA) マッテオ・アネージ ステファノ・ドナグランディ エンリコ・ファブリス イッポリト・サンフラテロ       | カナダ (CAN) アンネ・ダンカース スティーブン・エルム デニー・モリソン ジェイソン・パーカー ジャスティン・ワーリシウィッツ | オランダ (NED) スベン・クラマー リンチェ・リツマ マルク・タイテルト カール・フェルハイエン エルベン・ベンネマルス |
| 2010 バンクーバー | カナダ (CAN) マシュー・ジロー ルーカル・マコウスキー デニー・モリソン                                            | アメリカ合衆国 (USA) ブライアン・ハンセン チャド・ヘドリック ジョナサン・クック トレバー・マルシカノ                      | オランダ (NED) ヤン・フロクハイゼン スベン・クラマー シモン・カイペルス マルク・タイテルト                        |
| 2014 ソチ         | オランダ (NED) ヤン・フロクハイゼン スベン・クラマー コーエン・フェルヴァイ                                      | 韓国 (KOR) 朱炯俊 金哲民 李承勲                                                                                           | ポーランド (POL) ズビグニエフ・ブルトカ コンラット・ニエジビエズキ ヤン・シマンスキ                               |
| 2018 平昌         | ノルウェー (NOR) ホーバルト・ベッコ シーメンスピーラー・ニルセン スベレルンデ・ペデシェン シンドレ・ヘンリクセン | 韓国 (KOR) 李承勲 鄭在源 金敏錫                                                                                           | オランダ (NED) パトリック・ルスト ヤン・フロクハイゼン スベン・クラマー コーエン・フェルヴァイ                    |
| 2022 北京         | ノルウェー (NOR) ハルゲイル・エンゲブローテン ペーダー・コングスハウグ スベレ・ルンデ・ペーデルセン              | ROC (ROC) ダニール・アルドシュキン セルゲイ・トロフィモフ ルスラン・ザハロフ                                              | アメリカ合衆国 (USA) ケイシー・ドーソン エメリー・レーマン ジョーイ・マンティア イーサン・セプラン                |

### オールラウンド
| 大会名                      | 金                                    | 銀                                  | 銅                                        |
| --------------------------- | ------------------------------------- | ----------------------------------- | ----------------------------------------- |
| 1924 シャモニー・モンブラン | クラス・ツンベルグ フィンランド (FIN) | ロアルト・ラルセン ノルウェー (NOR) | ユリウス・スクートナブ フィンランド (FIN) |

## 女子

### 500 m
| 大会名                  | 金                                          | 銀                                              | 銅                                        |
| ----------------------- | ------------------------------------------- | ----------------------------------------------- | ----------------------------------------- |
| 1960 スコーバレー       | ヘルガ・ハーゼ 東西統一ドイツ (EUA)         | ナタリア・ドンチェンコ ソビエト連邦 (URS)       | ジーン・アシュワース アメリカ合衆国 (USA) |
| 1964 インスブルック     | リディア・スコブリコーワ ソビエト連邦 (URS) | イリーナ・エゴロワ ソビエト連邦 (URS)           | タチアナ・シドロワ ソビエト連邦 (URS)     |
| 1968 グルノーブル       | リュドミラ・チトワ ソビエト連邦 (URS)       | ジェニファー・フィッシュ アメリカ合衆国 (USA)   | 該当者無し                                |
| 1968 グルノーブル       | リュドミラ・チトワ ソビエト連邦 (URS)       | ダイアン・ホルム アメリカ合衆国 (USA)           | 該当者無し                                |
| 1968 グルノーブル       | リュドミラ・チトワ ソビエト連邦 (URS)       | メアリ・マイヤーズ アメリカ合衆国 (USA)         | 該当者無し                                |
| 1972 札幌               | アン・ヘニング アメリカ合衆国 (USA)         | ベラ・クラスノワ ソビエト連邦 (URS)             | リュドミラ・チトワ ソビエト連邦 (URS)     |
| 1976 インスブルック     | シーラ・ヤング アメリカ合衆国 (USA)         | キャシー・プリーストナー カナダ (CAN)           | タチアナ・アベリナ ソビエト連邦 (URS)     |
| 1980 レークプラシッド   | カリン・エンケ 東ドイツ (GDR)               | リー･ミューラー アメリカ合衆国 (USA)            | ナタリア・ペトルセワ ソビエト連邦 (URS)   |
| 1984 サラエボ           | クリスタ・ローテンブルガー 東ドイツ (GDR)   | カリン・エンケ 東ドイツ (GDR)                   | ナタリア・シベ ソビエト連邦 (URS)         |
| 1988 カルガリー         | ボニー・ブレア アメリカ合衆国 (USA)         | クリスタ・ローテンブルガー 東ドイツ (GDR)       | カリン・カニア 東ドイツ (GDR)             |
| 1992 アルベールビル     | ボニー・ブレア アメリカ合衆国 (USA)         | 葉喬波 中国 (CHN)                               | クリスタ・ルディンク ドイツ (GER)         |
| 1994 リレハンメル       | ボニー・ブレア アメリカ合衆国 (USA)         | スーザン・オーク カナダ (CAN)                   | フランチスカ・シェンク ドイツ (GER)       |
| 1998 長野               | カトリオナ・ルメイ・ドーン カナダ (CAN)     | スーザン・オーク カナダ (CAN)                   | 岡崎朋美 日本 (JPN)                       |
| 2002 ソルトレークシティ | カトリオナ・ルメイ・ドーン カナダ (CAN)     | モニク・ガルブレヒト＝エンフェルト ドイツ (GER) | サビーネ・フェルカー ドイツ (GER)         |
| 2006 トリノ             | スベトラーナ・ジュロワ ロシア (RUS)         | 王曼利 中国 (CHN)                               | 任慧 中国 (CHN)                           |
| 2010 バンクーバー       | 李相花 韓国 (KOR)                           | ジェニー・ウォルフ ドイツ (GER)                 | 王北星 中国 (CHN)                         |
| 2014 ソチ               | 李相花 韓国 (KOR)                           | オリガ・ファトクリナ ロシア (RUS)               | マルゴ・ブア オランダ (NED)               |
| 2018 平昌               | 小平奈緒 日本 (JPN)                         | 李相花 韓国 (KOR)                               | カロリナ・エルバノバ チェコ (CZE)         |
| 2022 北京               | エリン・ジャクソン アメリカ合衆国 (USA)     | 髙木美帆 日本 (JPN)                             | アンゲリナ・ゴリコワ ROC (ROC)            |

### 1000 m
| 大会名                  | 金                                          | 銀                                        | 銅                                            |
| ----------------------- | ------------------------------------------- | ----------------------------------------- | --------------------------------------------- |
| 1960 スコーバレー       | クララ・グセワ ソビエト連邦 (URS)           | ヘルガ・ハーゼ 東西統一ドイツ (EUA)       | タマラ・リロワ ソビエト連邦 (URS)             |
| 1964 インスブルック     | リディア・スコブリコーワ ソビエト連邦 (URS) | イリーナ・エゴロワ ソビエト連邦 (URS)     | カイヤ・ムストーネン フィンランド (FIN)       |
| 1968 グルノーブル       | カロリナ・ヘイセン オランダ (NED)           | リュドミラ・チトワ ソビエト連邦 (URS)     | ダイアン・ホルム アメリカ合衆国 (USA)         |
| 1972 札幌               | モニカ・プルーク 西ドイツ (FRG)             | アチェ・ケレン＝デルストラ オランダ (NED) | アン・ヘニング アメリカ合衆国 (USA)           |
| 1976 インスブルック     | タチアナ・アベリナ ソビエト連邦 (URS)       | リー・ポーロス アメリカ合衆国 (USA)       | シーラ・ヤング アメリカ合衆国 (USA)           |
| 1980 レークプラシッド   | ナタリア・ペトルセワ ソビエト連邦 (URS)     | リー・ミューラー アメリカ合衆国 (USA)     | シルビア・アルブレヒト 東ドイツ (GDR)         |
| 1984 サラエボ           | カリン・エンケ 東ドイツ (GDR)               | アンドレア・シェーネ 東ドイツ (GDR)       | ナタリア・ペトルセワ ソビエト連邦 (URS)       |
| 1988 カルガリー         | クリスタ・ローテンブルガー 東ドイツ (GDR)   | カリン・カニア 東ドイツ (GDR)             | ボニー・ブレア アメリカ合衆国 (USA)           |
| 1992 アルベールビル     | ボニー・ブレア アメリカ合衆国 (USA)         | 葉喬波 中国 (CHN)                         | モニク・ガルブレヒト ドイツ (GER)             |
| 1994 リレハンメル       | ボニー・ブレア アメリカ合衆国 (USA)         | アンケ・バイアー ドイツ (GER)             | 葉喬波 中国 (CHN)                             |
| 1998 長野               | マリアンヌ・ティメル オランダ (NED)         | クリス・ウィッティ アメリカ合衆国 (USA)   | カトリオナ・ルメイ・ドーン カナダ (CAN)       |
| 2002 ソルトレークシティ | クリス・ウィッティ アメリカ合衆国 (USA)     | サビーネ・フェルカー ドイツ (GER)         | ジェニファー・ロドリゲス アメリカ合衆国 (USA) |
| 2006 トリノ             | マリアンヌ・ティメル オランダ (NED)         | シンディ・クラッセン カナダ (CAN)         | アンニ・フリージンガー ドイツ (GER)           |
| 2010 バンクーバー       | クリスティン・ネスビット カナダ (CAN)       | アネット・ゲリットソン オランダ (NED)     | ロリーヌ・ファンリーセン オランダ (NED)       |
| 2014 ソチ               | 張虹 中国 (CHN)                             | イレイン・ブスト オランダ (NED)           | マルゴ・ブア オランダ (NED)                   |
| 2018 平昌               | ヨリン・テル・モルス オランダ (NED)         | 小平奈緒 日本 (JPN)                       | 髙木美帆 日本 (JPN)                           |
| 2022 北京               | 髙木美帆 日本 (JPN)                         | ユッタ・レールダム オランダ (NED)         | ブリタニー・ボウ アメリカ合衆国 (USA)         |

### 1500 m
| 大会名                  | 金                                          | 銀                                              | 銅                                            |
| ----------------------- | ------------------------------------------- | ----------------------------------------------- | --------------------------------------------- |
| 1960 スコーバレー       | リディア・スコブリコーワ ソビエト連邦 (URS) | エルビラ・セロチンスカ ポーランド (POL)         | ヘレナ・ピレイチク ポーランド (POL)           |
| 1964 インスブルック     | リディア・スコブリコーワ ソビエト連邦 (URS) | カイヤ・ムストーネン フィンランド (FIN)         | ベルタ・コロコルツェワ ソビエト連邦 (URS)     |
| 1968 グルノーブル       | カイヤ・ムストーネン フィンランド (FIN)     | カロリナ・ヘイセン オランダ (NED)               | クリスティナ・カイザー オランダ (NED)         |
| 1972 札幌               | ダイアン・ホルム アメリカ合衆国 (USA)       | クリスティナ・バース＝カイザー オランダ (NED)   | アチェ・ケレン＝デルストラ オランダ (NED)     |
| 1976 インスブルック     | ガリナ・ステパンスカヤ ソビエト連邦 (URS)   | シーラ･ヤング アメリカ合衆国 (USA)              | タチアナ・アベリナ ソビエト連邦 (URS)         |
| 1980 レークプラシッド   | アニー・ボルキンク オランダ (NED)           | リア・フィセル オランダ (NED)                   | ザビーネ・ベッカー 東ドイツ (GDR)             |
| 1984 サラエボ           | カリン・エンケ 東ドイツ (GDR)               | アンドレア・シェーネ 東ドイツ (GDR)             | ナタリア・ペトルセワ ソビエト連邦 (URS)       |
| 1988 カルガリー         | イヴォンヌ・ファン・ヘニップ オランダ (NED) | カリン・カニア 東ドイツ (GDR)                   | アンドレア・エーリック 東ドイツ (GDR)         |
| 1992 アルベールビル     | ジャクリーネ・ベルナー ドイツ (GER)         | グンダ・ニーマン ドイツ (GER)                   | 橋本聖子 日本 (JPN)                           |
| 1994 リレハンメル       | エメシェ・フニャディ オーストリア (AUT)     | スベトラーナ・フェドトキナ ロシア (RUS)         | グンダ・ニーマン ドイツ (GER)                 |
| 1998 長野               | マリアンヌ・ティメル オランダ (NED)         | グンダ・ニーマン＝シュティルネマン ドイツ (GER) | クリス・ウィッティ アメリカ合衆国 (USA)       |
| 2002 ソルトレークシティ | アンニ・フリージンガー ドイツ (GER)         | サビーネ・フェルカー ドイツ (GER)               | ジェニファー・ロドリゲス アメリカ合衆国 (USA) |
| 2006 トリノ             | シンディ・クラッセン カナダ (CAN)           | クリスティナ・グローブス カナダ (CAN)           | イレイン・ブスト オランダ (NED)               |
| 2010 バンクーバー       | イレイン・ブスト オランダ (NED)             | クリスティナ・グローブス カナダ (CAN)           | マルティナ・サブリコバ チェコ (CZE)           |
| 2014 ソチ               | ヨリン・テル・モルス オランダ (NED)         | イレイン・ブスト オランダ (NED)                 | ロッテ・ファン・ビーク オランダ (NED)         |
| 2018 平昌               | イレイン・ブスト オランダ (NED)             | 髙木美帆 日本 (JPN)                             | マリット・レーンストラ オランダ (NED)         |
| 2022 北京               | イレイン・ブスト オランダ (NED)             | 髙木美帆 日本 (JPN)                             | アントワネット・デ・ヨング オランダ (NED)     |

### 3000 m
| 大会名                  | 金                                              | 銀                                            | 銅                                        |
| ----------------------- | ----------------------------------------------- | --------------------------------------------- | ----------------------------------------- |
| 1960 スコーバレー       | リディア・スコブリコーワ ソビエト連邦 (URS)     | ワレンティナ・ステニナ ソビエト連邦 (URS)     | エービ・フーツネン フィンランド (FIN)     |
| 1964 インスブルック     | リディア・スコブリコーワ ソビエト連邦 (URS)     | ハン・ピルファ 北朝鮮 (PRK)                   | 該当者無し                                |
| 1964 インスブルック     | リディア・スコブリコーワ ソビエト連邦 (URS)     | ワレンティナ・ステニナ ソビエト連邦 (URS)     | 該当者無し                                |
| 1968 グルノーブル       | ヨハンナ・スフット オランダ (NED)               | カイヤ・ムストーネン フィンランド (FIN)       | クリスティナ・カイザー オランダ (NED)     |
| 1972 札幌               | クリスティナ・バース＝カイザー オランダ (NED)   | ダイアン・ホルム アメリカ合衆国 (USA)         | アチェ・ケレン＝デルストラ オランダ (NED) |
| 1976 インスブルック     | タチアナ・アベリナ ソビエト連邦 (URS)           | アンドレア・ミッチェルリッヒ 東ドイツ (GDR)   | リスベト・コルスモ ノルウェー (NOR)       |
| 1980 レークプラシッド   | ビヨル・エバ・イェンセン ノルウェー (NOR)       | ザビーネ・ベッカー 東ドイツ (GDR)             | ベス・ハイデン アメリカ合衆国 (USA)       |
| 1984 サラエボ           | アンドレア・シェーネ 東ドイツ (GDR)             | カリン・エンケ 東ドイツ (GDR)                 | ガビ・シェーンブルン 東ドイツ (GDR)       |
| 1988 カルガリー         | イヴォンヌ・ファン・ヘニップ オランダ (NED)     | アンドレア･エーリック 東ドイツ (GDR)          | ガビ・ツァンゲ 東ドイツ (GDR)             |
| 1992 アルベールビル     | グンダ・ニーマン ドイツ (GER)                   | ハイケ・バルニケ ドイツ (GER)                 | エメシェ・フニャディ オーストリア (AUT)   |
| 1994 リレハンメル       | スベトラーナ・バジャノワ ロシア (RUS)           | エメシェ・フニャディ オーストリア (AUT)       | クラウディア・ペヒシュタイン ドイツ (GER) |
| 1998 長野               | グンダ・ニーマン＝シュティルネマン ドイツ (GER) | クラウディア・ペヒシュタイン ドイツ (GER)     | アンニ・フリージンガー ドイツ (GER)       |
| 2002 ソルトレークシティ | クラウディア・ペヒシュタイン ドイツ (GER)       | レナテ・フルーネウォルト オランダ (NED)       | シンディ・クラッセン カナダ (CAN)         |
| 2006 トリノ             | イレイン・ブスト オランダ (NED)                 | レナテ・フルーネウォルト オランダ (NED)       | シンディ・クラッセン カナダ (CAN)         |
| 2010 バンクーバー       | マルティナ・サーブリーコヴァー チェコ (CZE)     | シュテファニー・ベッカート ドイツ (GER)       | クリスティナ・グローブス カナダ (CAN)     |
| 2014 ソチ               | イレイン・ブスト オランダ (NED)                 | マルティナ・サーブリーコヴァー チェコ (CZE)   | オルガ・グラフ ロシア (RUS)               |
| 2018 平昌               | カレイン・アクテレークテ オランダ (NED)         | イレイン・ブスト オランダ (NED)               | アントワネット・デ・ヨング オランダ (NED) |
| 2022 北京               | イレーネ・スハウテン オランダ (NED)             | フランチェスカ・ロロブリジーダ イタリア (ITA) | イザベル・ワイデマン カナダ (CAN)         |

### 5000 m
| 大会名                  | 金                                          | 銀                                              | 銅                                                    |
| ----------------------- | ------------------------------------------- | ----------------------------------------------- | ----------------------------------------------------- |
| 1988 カルガリー         | イヴォンヌ・ファン・ヘニップ オランダ (NED) | アンドレア・エーリック 東ドイツ (GDR)           | ガビ・ツァンゲ 東ドイツ (GDR)                         |
| 1992 アルベールビル     | グンダ・ニーマン ドイツ (GER)               | ハイケ・バルニケ ドイツ (GER)                   | クラウディア・ペヒシュタイン ドイツ (GER)             |
| 1994 リレハンメル       | クラウディア・ペヒシュタイン ドイツ (GER)   | グンダ・ニーマン ドイツ (GER)                   | 山本宏美 日本 (JPN)                                   |
| 1998 長野               | クラウディア・ペヒシュタイン ドイツ (GER)   | グンダ・ニーマン＝シュティルネマン ドイツ (GER) | リュドミラ・プロカシェワ カザフスタン (KAZ)           |
| 2002 ソルトレークシティ | クラウディア・ペヒシュタイン ドイツ (GER)   | フレタ・スミット オランダ (NED)                 | クララ・ヒューズ カナダ (CAN)                         |
| 2006 トリノ             | クララ・ヒューズ カナダ (CAN)               | クラウディア・ペヒシュタイン ドイツ (GER)       | シンディー・クラッセン カナダ (CAN)                   |
| 2010 バンクーバー       | マルティナ・サーブリーコヴァー チェコ (CZE) | シュテファニー・ベッカート ドイツ (GER)         | クララ・ヒューズ カナダ (CAN)                         |
| 2014 ソチ               | マルティナ・サーブリーコヴァー チェコ (CZE) | イレイン・ブスト オランダ (NED)                 | カリエン・クライボイカー オランダ (NED)               |
| 2018 平昌               | エスミー・フィッサー オランダ (NED)         | マルティナ・サーブリーコヴァー チェコ (CZE)     | ナタリア・ボロニナ ロシアからのオリンピック選手 (OAR) |
| 2022 北京               | イレーネ・スハウテン オランダ (NED)         | フランチェスカ・ロロブリジーダ イタリア (ITA)   | イザベル・ワイデマン カナダ (CAN)                     |

### マススタート
| 大会名    | 金                                  | 銀                                | 銅                                            |
| --------- | ----------------------------------- | --------------------------------- | --------------------------------------------- |
| 2018 平昌 | 髙木菜那 日本 (JPN)                 | キム・ボルム 韓国 (KOR)           | イレーネ・シャウテン オランダ (NED)           |
| 2022 北京 | イレーネ・スハウテン オランダ (NED) | イバニー・ブロンダン カナダ (CAN) | フランチェスカ・ロロブリジーダ イタリア (ITA) |

### チームパシュート
| 大会名            | 金 | 銀 | 銅 |
| ----------------- | --- | --- | --- |
| 2006 トリノ       | ドイツ (GER) ダニエラ・アンシュッツ アンニ・フリージンガー ルシレ・オピッツ クラウディア・ペヒシュタイン サビーネ・フェルカー | カナダ (CAN) クリスティナ・グローブス クララ・ヒューズ シンディー・クラッセン クリスティン・ネスビット シャノン・レンプル | ロシア (RUS) エカテリーナ・アブラモワ バルバラ・バリシェワ ガリーナ・リハチョワ エカテリーナ・ロビシェワ スベトラーナ・ビソコワ |
| 2010 バンクーバー | ドイツ (GER) ダニエラ・アンシュッツ シュテファニー・ベッカート アンニ・フリージンガー カトリン・マットシェロト                | 日本 (JPN) 穂積雅子 小平奈緒 田畑真紀                                                                                     | ポーランド (POL) カタジナ・バフレダクルス カタジナ・ボズニアク ルイザ・ズウォトコフスカ                                         |
| 2014 ソチ         | オランダ (NED) ロッテ・ファン・ビーク マリット・レーンストラ ヨリン・テル・モルス イレイン・ブスト                            | ポーランド (POL) カタジナ・バフレダクルス ナタリア・チェルヴォンカ カタジナ・ボズニアク ルイザ・ズウォトコフスカ          | ロシア (RUS) オルガ・グラフ エカテリーナ・ロビシェワ エカテリーナ・シホワ ユリア・スココワ                                      |
| 2018 平昌         | 日本 (JPN) 髙木美帆 佐藤綾乃 髙木菜那 菊池彩花                                                                                | オランダ (NED) マリット・レーンストラ イレイン・ブスト アントワネット・デ・ヨング ロッテ・ファン・ビーク                  | アメリカ合衆国 (USA) ヘザー・ベルフスマ ブリタニー・ボウ ミア・マンガネッロ カーリーン・ショーテンス                            |
| 2022 北京         | カナダ (CAN) イバニー・ブロンダン バレリー・マルテ イザベル・ワイデマン                                                       | 日本 (JPN) 佐藤綾乃 髙木美帆 髙木菜那                                                                                     | オランダ (NED) マレイケ・フルーネヴァウト イレーネ・スハウテン イレイン・ブスト アントワネット・デ・ヨング                      |